# Austerocardiochiles deetoo
Austerocardiochiles deetoo är en stekelart som först beskrevs av Paul C. Dangerfield och Austin 1995.  Austerocardiochiles deetoo ingår i släktet Austerocardiochiles och familjen bracksteklar. Inga underarter finns listade.